# 駒城村
駒城村（こまぎむら）は山梨県北巨摩郡にあった村。現在の北杜市南西部、甲斐駒ヶ岳の東麓にあたる。

## 地理
- 山：甲斐駒ヶ岳、黒戸山、駒津峰、栗沢山、アサヨ峰、高嶺、地蔵ヶ岳、燕頭山、離山
- 河川：大武川

## 歴史
- 1874年（明治7年）11月 - 巨摩郡横手村・大坊新田村・柳沢村が合併して駒城村となる。
- 1878年（明治11年）7月22日 - 郡区町村編制法の施行により、駒城村が北巨摩郡の所属となる。
- 1889年（明治22年）7月1日 - 町村制の施行により、駒城村が単独で自治体を形成。
- 1955年（昭和30年）7月1日 - 以下の変更により駒城村廃止。
  - 大字横手・大坊が鳳来村・菅原村および長坂町の一部（大字片颪）と合併して白州町が発足。
  - 大字柳沢が武川村に編入。